# Temmincks skældyr
Temmincks skældyr (Manis temminckii) er en art af skældyr, opkaldt efter den nederlandske zoolog Coenraad Jacob Temminck. Den når en længde på 50-60 cm med en hale på 40-50 cm og vejer 15-18 kg. Den er udbredt i det sydlige og østlige Afrika. Den er en af fire arter af skældyr, som lever i Afrika.